# ウルヴァラ (クレーター)
ウルヴァラ（英: Urvara）は、準惑星ケレスのクレーターである。ケレスで3番目に大きいクレーターであり、名前はインド＝イラン神話の植物と畑の神ウルヴァラに由来する。
中に中央丘があり、いくつかの尾根を横切っているが、その形成に関しては原因不明。